# Justicia bracteosa
Justicia bracteosa är en akantusväxtart som först beskrevs av Gottfried Wilhelm Johannes Mildbraed, och fick sitt nu gällande namn av Emery Clarence Leonard. Justicia bracteosa ingår i släktet Justicia och familjen akantusväxter. Inga underarter finns listade i Catalogue of Life.